# Giulio Esuperanzio
Giulio Esuperanzio (latino: Iulius Exuperantius; fl. 417–418) è stato uno storico e militare latino attivo nella Gallia di inizio V secolo e autore di un'epitome di alcune opere di Sallustio.

## Biografia
Gallo-romano, tra il 417 e il 418 si trovava in Armorica, alle dipendenze del futuro imperatore Costanzo III: nel 417 ottenne una vittoria sui Bagaudi per cui fu lodato da Rutilio Namaziano nel De reditu suo.
Giulio Esuperanzio unì in un unico volume (noto come Opusculum) il primo libro delle Historiae e il Bellum Iugurthinum di Sallustio probabilmente a uso scolastico, facendo un resoconto dall'epoca di Gaio Mario fino alla morte di Sertorio.